# Ассамблея народов мира
Ассамблея народов мира — международный союз неправительственных организаций и граждан, разделяющих и продвигающих идеи и ценности евразийской интеграции, защиты мира, укрепления дружбы, согласия, партнерства и добрососедства между народами.
Основная цель Ассамблеи народов мира — формирование общественной интеграционной модели большого евразийского партнерства народов на основе духовно-нравственных принципов, во имя утверждения мира и согласия, посредством развития многостороннего сотрудничества и общественной (народной) дипломатии.

## История создания
2 ноября 2016 года прошёл первый форум народов России и Евразии, в котором приняли участие делегаты из 12 стран. После того как инициатива по учреждению Ассамблеи народов Евразии стала реализовываться на практике, возникли ассоциации с попытками создать нечто подобное Советскому Союзу, с его единым экономическим и культурным пространством.
27-30 мая 2017 года в Москве состоялся Первый Съезд Ассамблеи народов Евразии, в его работе приняли участие более 2500 представителей из 67 стран. Съезд учредил Международный союз неправительственных организаций и экспертов «Ассамблея народов Евразии».
Сопредседателями Ассамблеи народов Евразии избраны представители России, Азии и Европы. Среди них, видный общественный и политический деятель Индии Далбир Сингх, председатель Совета Ассоциации российских дипломатов Игорь Халевинский, вице-президент Ассоциации Франко-российский диалог Бернар Лозе.
22 июня 2022 года прошла международная мемориальная акция, приуроченную к 81-й годовщине с начала Великой отечественной войны. В мероприятии приняли участие восемнадцать стран, включая США, Португалию, Францию, Бельгия, Казахстан, Китай и друге страны близкого и дальнего зарубежья.
В январе 2023 года Дни Ассамблеи народов Евразии в Арабской Республике Египет начались с торжественной церемонией открытия кинофестиваля «Искусство объединяет» в Русском доме в Каире с участием советского и российского шахматиста Анатолия Карпова.
20—26 марта 2023 года прошли Дни Ассамблеи народов Евразии в столице Республики Индия, Дели. На Международном бизнес-форуме «Бизнес-диалог на евразийском пространстве» прошла сессия «Туризм объединяет людей и народы: развитие туризма на евразийском пространстве», посвященный Году туризма в ШОС.
На Генеральной Ассамблее народов Евразии итогами деятельности Ассамблеи народов Евразии в 2023 году и планом работы на 2024 год поделилась Светлана Смирнова, первый заместитель генерального секретаря — руководитель генерального секретариата ассамблеи. Она отметила, что ассамблея создана по инициативе президента России при поддержке ОП РФ: Сегодня Ассамблея народов Евразии — это общественно-интеграционная модель большого Евразийского партнерства, которое постоянно расширяется. Развивается сотрудничество с такими большими интеграционными объединениями, как ШОС, БРИКС, страны СНГ. Большие проекты реализуются совместно с ООН, в том числе ЮНЕСКО. В прошлом году по инициативе ассамблеи при поддержке МИД России создан Национальный центр народной дипломатии ШОС в России. Подписано 45 соглашений о сотрудничестве с партнерами из 18 стран, а в целом с момента создания ассамблеи подписано 223 соглашения с партнерами из 41 страны.
Решением Генеральной Ассамблеи от 23 апреля 2024 года Ассамблея народов Евразии переименована в Ассамблею народов Евразии и Африки.
28 мая 2025 года состоялось отчётно-выборное собрание международного союза неправительственных организаций — Ассамблеи народов Евразии и Африки, на котором организация получила новое название — Ассамблея Народов Мира.

## Цитата
Ассамблея проводит Международный фестиваль документального кино «Победили вместе». Когда-то он был основан выдающимся отечественным кинорежиссёром Владимиром Меньшовым. В фокусе его внимания картины, объединяющие людей и народы вокруг тех ценностей, которые позволили победить в Великой Отечественной войне. 19 ноября 2022 года финальная часть конкурса стартовала в Волгограде, в день 80-летия начала контрнаступления советских войск под Сталинградом. Мы благодарны президенту России В. В. Путину за приветственные слова участникам. В них он особо отметил, что наш кинофорум по праву считается одним из наиболее представительных и авторитетных в сфере документального кино. В Волгограде фестиваль выбрал экспериментальный формат проведения конкурсных показов в университетах, а основными зрителями стали учащиеся ведущих вузов региона. Внеконкурсные программы прошли в кинотеатрах и общественных пространствах города-героя. С учётом общественного интереса принято решение об использовании этого опыта и в следующем году. Мы намерены и дальше интегрировать умное и доброе кино в молодёжную политику, рассказывать средствами искусства о том, что происходит в мире.

Восемь лет назад мы поймали ветер в паруса — может быть, интуитивно, но сейчас мы занимаемся сверхактуальной деятельностью. В прошлом году, когда мы приняли решение о переименовании и стали Ассамблеей народов не только Евразии, но и Африки, название «Ассамблея Народов Мира» уже звучало, но нам такое решение казалось преждевременным
— Генеральный секретарь Ассамблеи Народов Мира Андрей Бельянинов